# Delias nuydaorum
Delias nuydaorum é uma espécie de borboleta endémica de Mindanau, nas Filipinas. A localidade onde a borboleta pode ser encontrada é no Monte Kitanlad, em Mindanau.
A envergadura é de 52 a 57 milímetros.

## Subespécies
- Delias nuydaorum nuydaorum (Monte Kitanlad, Mindanau central)
- Delias nuydaorum almae Schroeder & Treadaway, 2005 (Mindanau do sul)
- Delias nuydaorum tagai Yagishita e Morita, 1996 (Monte Matutum, sul de Mindanau)